# Hendrick Martensz Sorgh
Hendrik Martenszoon Sorgh, né à Rotterdam (Provinces-Unies) en 1610 et mort le 28 juin 1670, est un peintre baroque de l’âge d'or de la peinture néerlandaise.

## Biographie
Élève de David Teniers le Jeune et de Willem Pieterszoon Buytewech Sorgh peint la plupart du temps des intérieurs avec des paysans. Ses scènes d'intérieurs dans des cuisines évoquent des styles de vies. Il peint également des scènes de marché, des portraits, des marines et des scènes historiques.
Il se marie à Adriaantje Hollaer, dont Rembrandt fait un portrait célèbre qui servit à illustrer les billets de 50 et 100 florins de 1947 à 1950.

## Œuvres

### Collections publiques
- Chartres, musée des Beaux-Arts : Intérieur de Cuisine, panneau, 48 × 56 cm, acquisition en 1856[2].

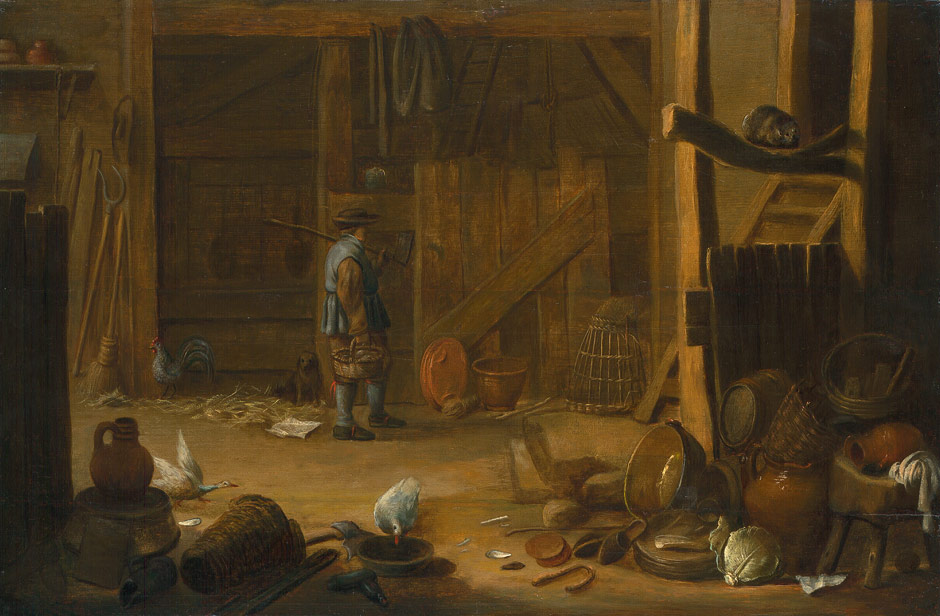
Scène d'interior par Sorgh
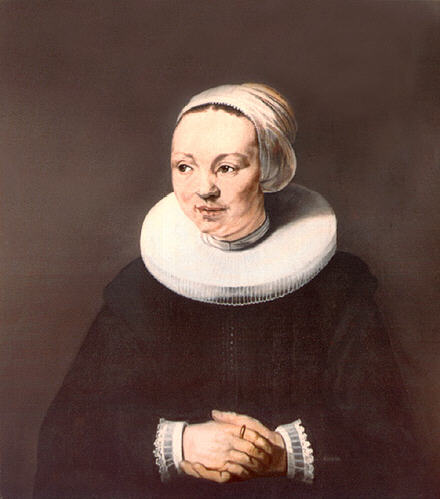
Portrait de la femme de Sorgh par Rembrandt